# Cimetière des Chiens
Cimetière des Chiens – cmentarz dla zwierząt, będący jedną z najstarszych (otwarty w 1899) nekropolii tego typu w erze nowożytnej, największy pod względem liczby spoczywających tam zwierząt (ponad 90 tysięcy pochówków). Zlokalizowany jest na wyspie Île des Ravageurs na Sekwanie, w miejscowości Asnières-sur-Seine we Francji, w regionie Île-de-France.
W dosłownym przekładzie jego nazwa to Cmentarz dla psów. Psów rzeczywiście spoczywa tu najwięcej, jednakże pochowano tu zwierzęta wielu różnych gatunków, od lwów, małp, koni i osłów po ryby akwariowe. 
Cimetière des Chiens jest miejscem pochówku m.in. znanego z miejskiej legendy Barry’ego, pierwowzoru pocztówkowej postaci bernardyna z beczułką u szyi, oraz występującego w wielu hollywoodzkich filmach psiego aktora Rin Tin Tin.
W 1987 rząd francuski uznał Cimetière des Chiens za monument historyczny. Obecnie nekropolią zarządza miasto Asnières-sur-Seine.

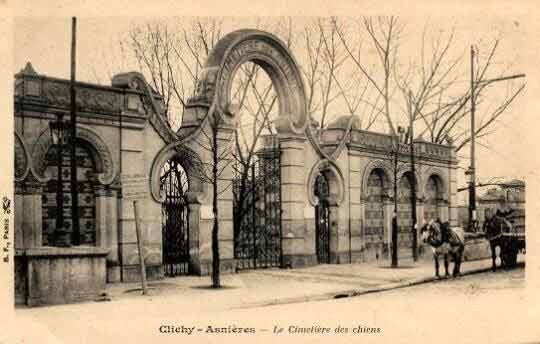
Główne wejście
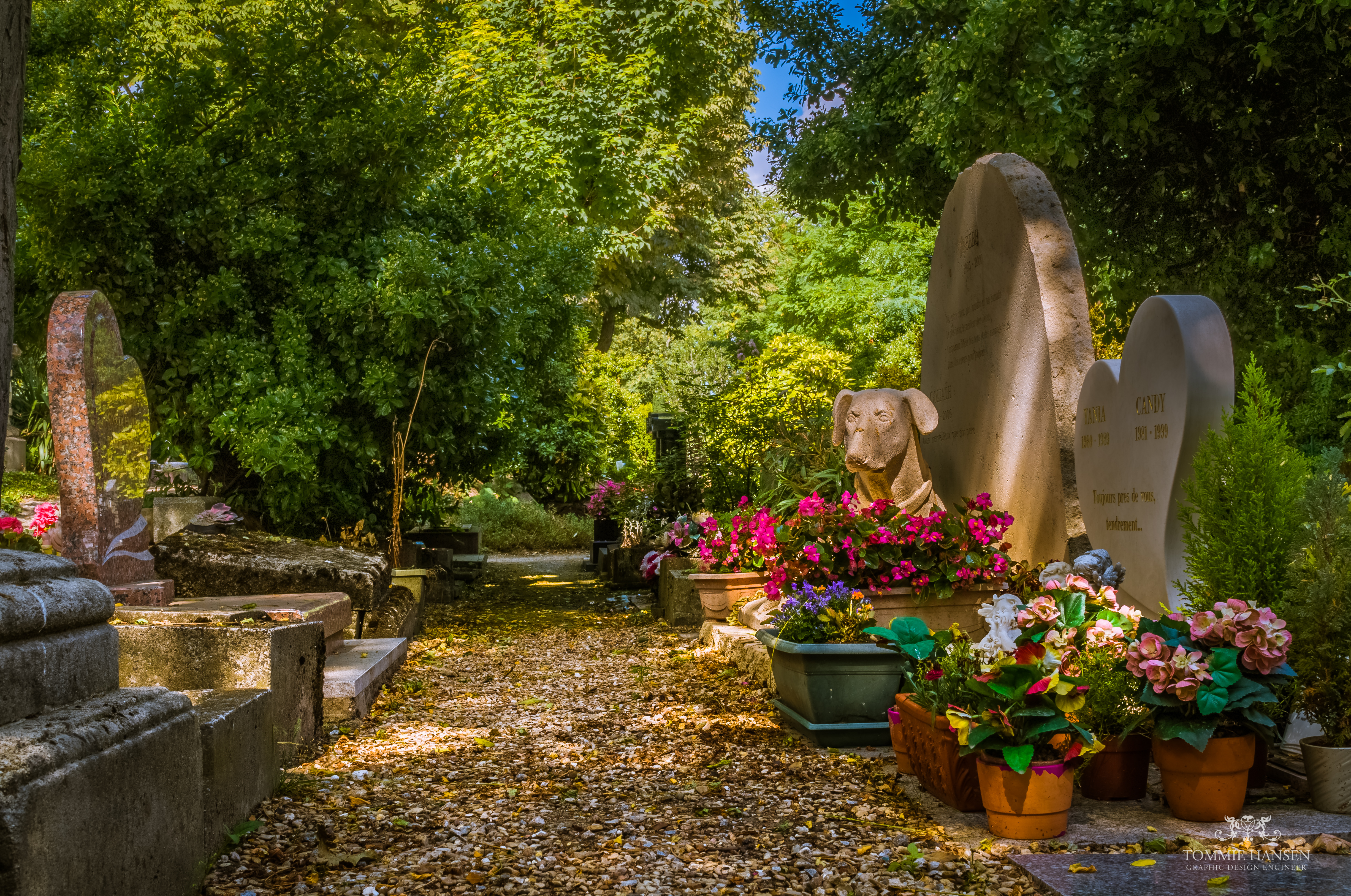
Aleja cmentarna
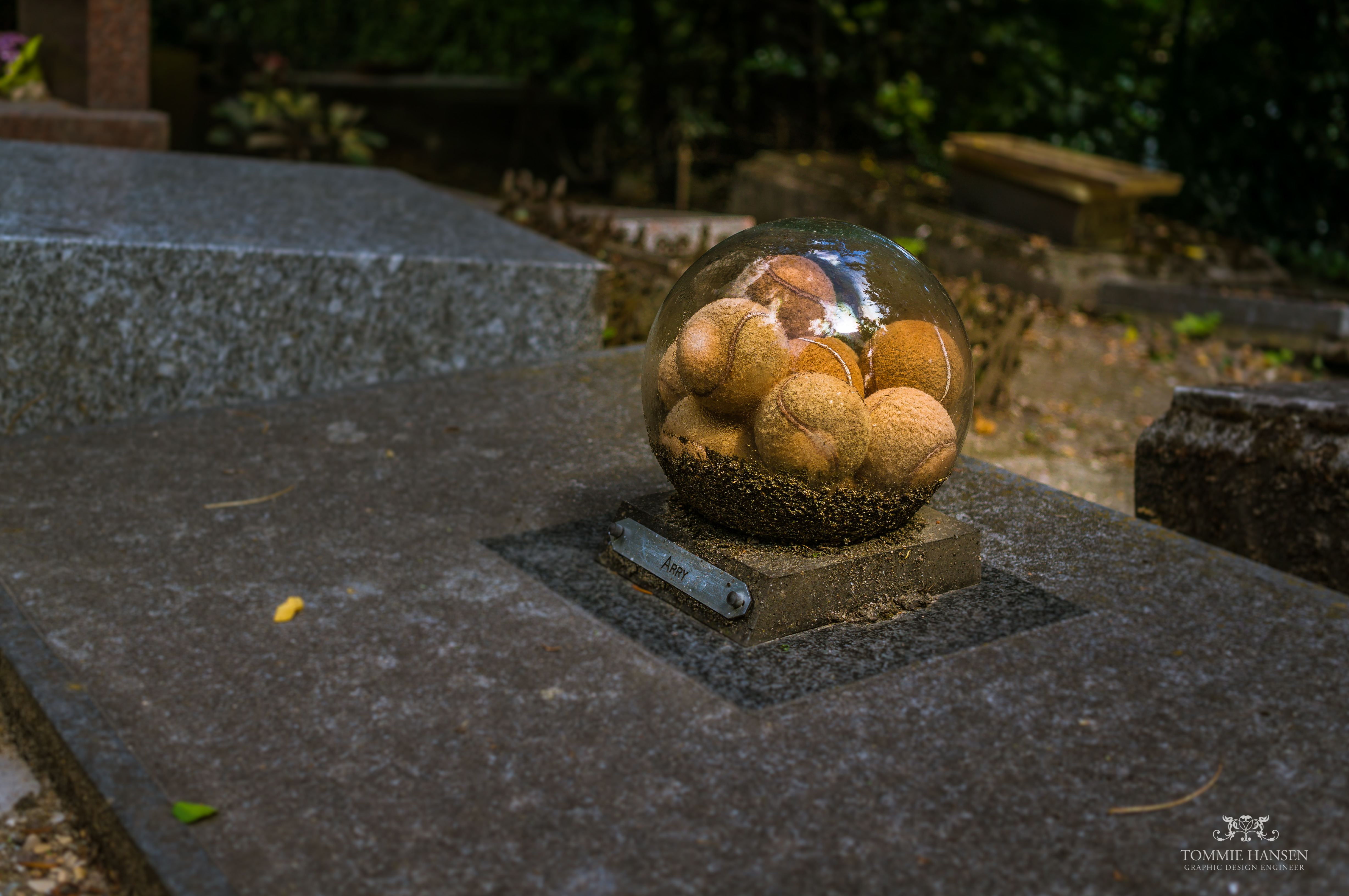
Jeden z nagrobków
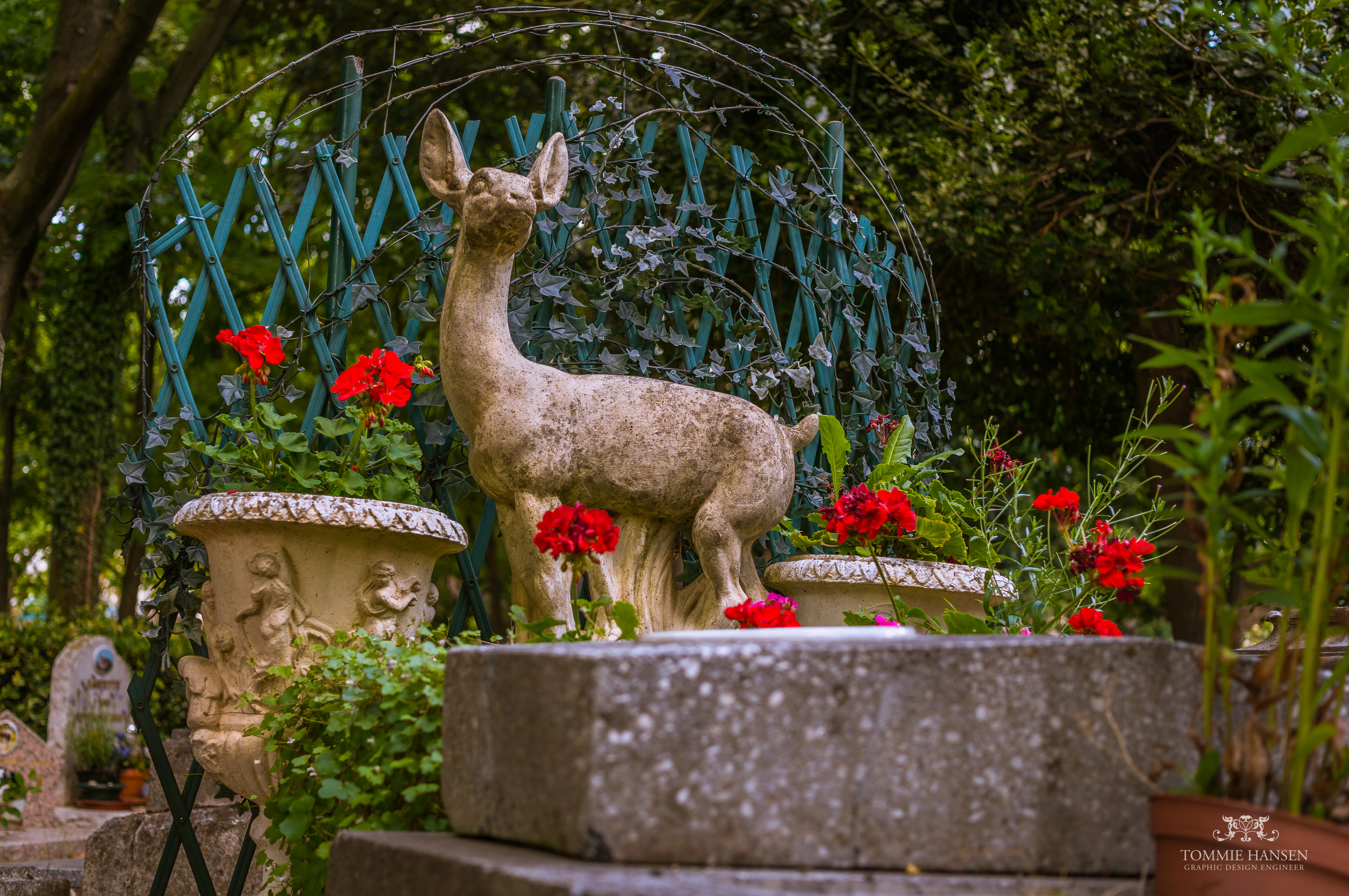
Rzeźba nagrobna